# Dobrawa de Bohemia
Dobrawa de Bohemia (checo: Doubravka Přemyslovna, polaco: Dobrawa Przemyślidka; ca. 940/45 - 977) fue una princesa Bohemia de la dinastía Přemyslid y por matrimonio duquesa consorte de los Polacos.
Era hija de Boleslao I el Cruel, duque de Bohemia, cuya esposa pudo haber sido la misteriosa Biagota.

## Primeros años
Se desconoce la fecha de nacimiento de Dobrawa. El único indicio lo comunica el cronista Cosmas de Praga, quien afirmó que la princesa bohemia en el momento de su matrimonio con Miecislao I era una anciana. El pasaje se considera tendencioso y de poca confiabilidad, y algunos investigadores creen que la declaración fue hecha con intenciones maliciosas. Es posible que en la declaración sobre la edad de Dobrawa, Cosmas estuviera haciendo una referencia a la diferencia de edad entre ella y su hermana Mlada. Eso le daría una base para determinar a Dobrawa como "viejo". (La palabra Mlada significa Joven). También encontró que Cosmas confunde a Dobrawa con la segunda esposa de Miecislao I, Oda, quien en el momento de su matrimonio tenía entre 19 y 25 años, una edad relativamente avanzada para una novia según las costumbres de la Edad Media. Algunos investigadores han adoptado puntos de vista especulativos, como Jerzy Strzelczyk, quien asumió que a la luz de los conceptos y hábitos contemporáneos del matrimonio de esa época (cuando por regla general se contraían matrimonios con adolescentes) se asume que Doubravka había superado su juventud, por lo que es probable que estuviera en la adolescencia o en los veinte.
No se sabe nada sobre la infancia y la juventud de Doubravka. En 1895 Oswald Balzer refutó los informes de que antes de su matrimonio con Miecislao I, Dobrawa estaba casada con Gunter de Merseburgo y tenían un hijo, Gunzelin. Este punto de vista se basa en el hecho de que Tietmaro de Merseburgo en sus crónicas nombra a Gunzelin, hijo de Gunter, hermano de Bolesław I el Valiente, hijo de Dobrawa. Actualmente, los historiadores creían que Gunzelin y Bolesław I son en realidad primos o cuñados.

## Matrimonio y cristianización de Polonia
En la segunda mitad de 964 se concluyó una alianza polaco-bohemia, entre Boleslav I el Cruel, duque de Bohemia, y Miecislao I de Polonia. Para consolidar el acuerdo, en 965 la hija de Boleslav I, Dobrawa, se casó con Miecislao I. El matrimonio cimentó la alianza polaco-bohemia, que continuó incluso después de la muerte de Dobrawa.
Dos fuentes independientes atribuyen a Dobrawa un papel importante en la conversión al cristianismo de Miecislao I y Polonia. La primera son las crónicas de Tietmaro, que nació dos años antes de la muerte de Dobrawa. Escribió que la princesa bohemia trató de persuadir a su esposo de que aceptara el cristianismo (incluso a costa de romper su matrimonio y con él la alianza polaco-bohemia). Al final, finalmente logró la conversión de Miecislao I y con él, de toda Polonia. A su vez, el cronista del siglo XII Gallus Anonymus dice que Dobrawa llegó a Polonia rodeado de dignatarios seculares y religiosos. Ella accedió a casarse con Miecislao I siempre que fuera bautizado. El gobernante polaco aceptó, y solo entonces pudo casarse con la princesa bohemia.
Los historiadores modernos coinciden en que el bautismo de Miecislao I fue dictado por beneficios políticos y no debe atribuirse a ninguna acción de Dobrawa. Se sostiene que prácticamente no tuvo ningún papel en la conversión de su marido. Los historiadores señalan que la narrativa de la conversión de Miecislao I gracias a Dobrawa formaba parte de la tradición de la Iglesia que destacaba la conversión de los gobernantes paganos a través de la influencia de las mujeres.
Dobrawa tuvo un papel importante en la cristianización de los polacos. En su procesión nupcial, llegó a Polonia con clérigos cristianos, entre ellos posiblemente Jordania, ordenado primer obispo de Polonia en 968. La tradición atribuye a Dobrawa el establecimiento de las iglesias de la Santísima Trinidad y San Wit en Gniezno y la Iglesia de la Virgen Mary en Ostrów Tumski, Poznan.

## Niños
Dobrawa y Miecislao tuvieron al menos un hijo, Boleslao el Valiente (n. 967 - m. 17 de junio de 1025). Una hija, llamada Świętosława o Sigrid la Altiva, se casó primero con el rey Erico el Victorioso de Suecia y más tarde con el rey Svend I de Dinamarca, por quien fue la madre de Canuto el Grande. Gunhilda de Polonia, que se casó con Svend Forkbeard, generalmente se identifica como esta hija. Existe una hipótesis que afirma la existencia de otra hija de Miecislao I que estaba casada con un príncipe eslavo de Pomerania. Ella podría haber sido la hija de Dobrawa o una de las esposas paganas anteriores de Miecislao. Además, se ha propuesto una teoría (aparentemente registrada por Tietmaro de Praga y apoyada por Oswald Balzer en 1895) que Vladivoj (c. 981 - enero de 1003), quien gobernó como duque de Bohemia desde 1002 hasta 1003, era otro hijo de Dobrawa y Miecislao I. Aunque los historiadores modernos han rechazado esta hipótesis, la historiografía checa ha apoyado la noción de parentesco mixto Piast-Přemyslid para Vladivoj.

## Muerte y entierro
Dobrawa murió en 977. En su estudio de 1888, Józef Ignacy Kraszewski escribió que "su tumba fue descubierta en la Catedral de Gniezno. Era una piedra sencilla marcada con una cruz. Túnicas moradas y un pesado taparrabos dorado fueron los únicos objetos encontrados en su tumba". Una visión similar del lugar de enterramiento de Dobrawa fue expresada anteriormente, en 1843, por Edward Raczyński en su estudio Wspomnienia Wielkopolski to jest województw poznańskiego, kaliskiego i gnieźnieńskiego (Memorias de los distritos de la Gran Polonia de Poznań, Kalisz y Gniezno). Sin embargo, el lugar de enterramiento de la princesa de Bohemia ahora se considera desconocido.
La muerte de Dobrawa debilitó la alianza polaco-bohemia, que finalmente colapsó a mediados de los años ochenta.